# Florian Favre

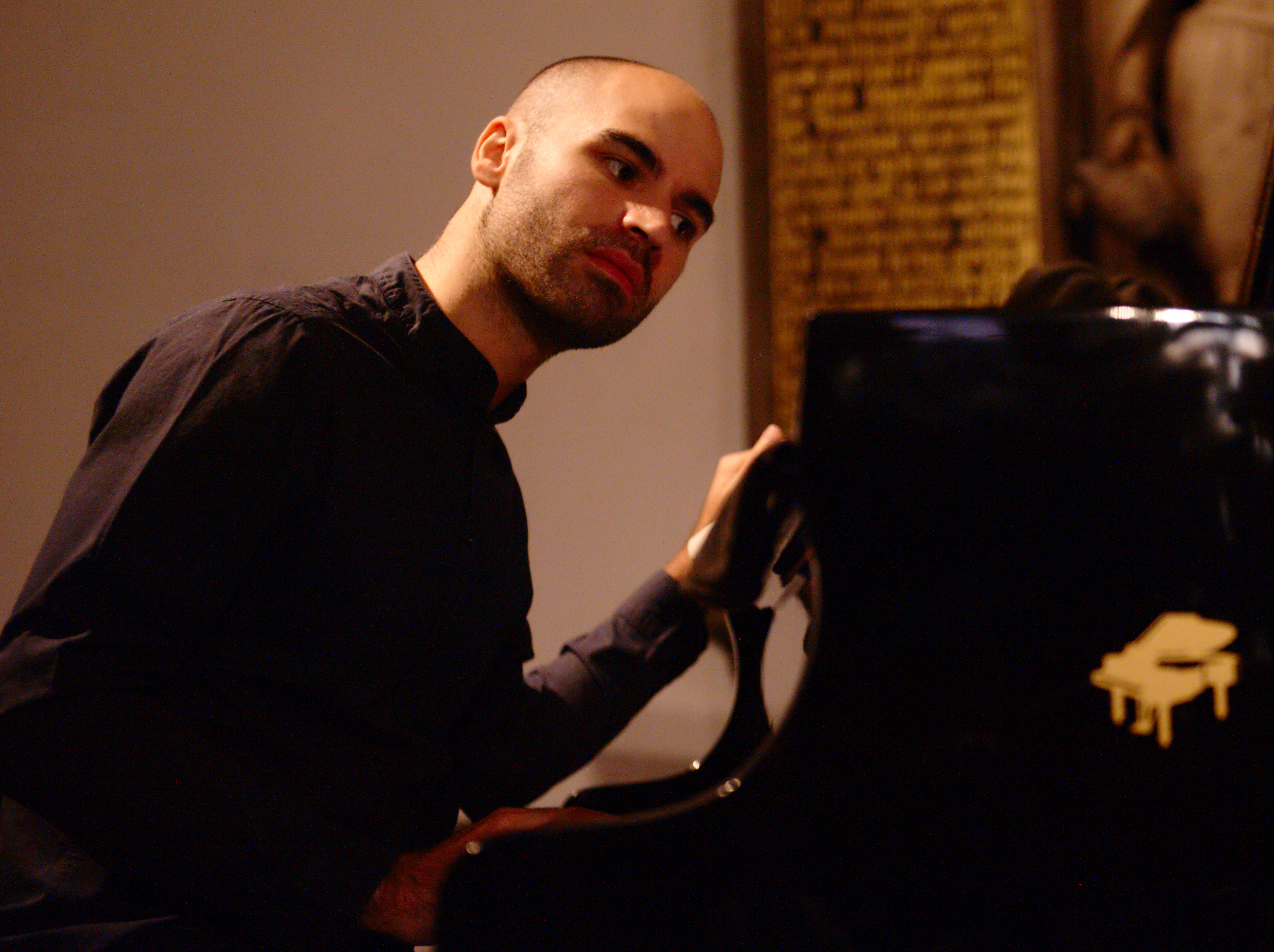
Florian Favre im Konzert mit Escape Argot in der Stadtkirche Darmstadt am 19. September 2019

Florian Favre (* 1986 in Montagny-les-Monts) ist ein Schweizer Jazzmusiker (Piano, Komposition).

## Leben und Wirken
Favre erhielt seit seinem achten Lebensjahr Klavierunterricht. Schon früh fühlte er sich zur improvisierten Musik hingezogen. Er studierte am Konservatorium Fribourg bei Richard Pizzorno (Diplom mit Auszeichnung 2007). Von 2007 bis 2010 studierte er Jazzpiano an der Hochschule der Künste Bern bei Silvano Bazan, William Evans, Thierry Lang und Colin Vallon. Anschliessend studierte er in Bern im Masterstudiengang Komposition bei Frank Sikora, Django Bates und Dieter Ammann.
2008 gründete er mit Jonathan Maag, Jeremias Keller und Alex Maurer das Quartett Help!. 2011 entstand das Florian Favre Trio; 2013 kam Bassist Manu Hagmann dazu, am Schlagzeug sitzt nach Kevin Chesham und Arthur Hnatek Arthur Alard. Mit diesem Trio trat er auf zahlreichen Festivals in Europa auf. Gemeinsam mit dem Perkussionisten Simon Baumann bildete er das Improvisations-Duo Baumon Favre Jukebox. Daneben tourte er mit Fred Heislers Magnetband, Kutti Mc und Stefan Eicher. Er ist auch auf Alben mit Loraine Cotting, Fabio Pinto, Joscha Arnold und Elisa Day zu hören und trat mit Joshua Redman und mit dem Swiss Jazz Orchestra auf.
Favre komponiert für das Fribourg Jazz Orchestra, Pamela Mendez und für das pädagogische Projekt Schule bewegt.

## Preise und Auszeichnungen
Favre gewann mit dem Help! den ersten Preis des JazzMa Young stage (2008) und 2010 des Biberacher Jazzpreis. Als Solist siegte er 2011 bei der Piano Competition des Jazzhauses in Freiburg im Breisgau. Mit seinem Trio gewann er 2016 beim B-Jazz Contest im belgischen Leuwen nicht nur den Hauptpreis, sondern auch den Preis als bester Solist und den Sabam for Culture Prize für die Interpretation des Stückes Eternal July von Piotr Matusik.

## Diskographische Hinweise
- Idantitâ #Revisited (Traumton Records 2023, mit Claire Huguenin, Amine Mraihi, Baiju Bhatt, Lucie Göckel, Raphael Rossé, Louis Matute)[2]
- Idantitâ (Traumton Records 2022; solo)
- On a Smiling Gust of Wind (Traumton Records 2018, mit Manu Hagmann, Arthur Alard)
- Ur (Traumton Records 2016, mit Manu Hagmann, Arthur Alard)[1]
- Ann Malcolm/Florian Favre Essence (Mons Records 2014)
- Help ! (Unit Records 2011, mit Jonathan Maag, Jeremias Keller, Alex Maurer)